# Convocazioni alla Volleyball Nations League maschile 2024
Elenco dei giocatori convocati per la Volleyball Nations League 2024.

## Argentina
| N° | Nome              | Ruolo | Data di nascita   | Squadra            |
| -- | ----------------- | ----- | ----------------- | ------------------ |
| -  | Marcelo Méndez    | All   | 20 giugno 1964    | Jastrzębski Węgiel |
| 1  | Matías Sánchez    | P     | 20 settembre 1996 | Ślepsk Suwałki     |
| 3  | Jan Martínez      | S     | 28 gennaio 1998   | Trefl Gdańsk       |
| 4  | Joaquín Gallego   | C     | 21 novembre 1996  | Ślepsk Suwałki     |
| 7  | Facundo Conte     | S     | 25 agosto 1989    | Ciudad             |
| 8  | Agustín Loser     | C     | 12 ottobre 1997   | Powervolley Milano |
| 9  | Santiago Danani   | L     | 12 dicembre 1995  | Fakel              |
| 12 | Bruno Lima        | O     | 4 febbraio 1996   | BVC                |
| 13 | Ezequiel Palacios | S     | 2 ottobre 1992    | Montpellier        |
| 15 | Luciano De Cecco  | P     | 2 giugno 1988     | Lube               |
| 16 | Pablo Kukartsev   | O     | 25 marzo 1993     | Tourcoing          |
| 17 | Luciano Vicentín  | S     | 4 aprile 2000     | Ziraat Bankası     |
| 18 | Martín Ramos      | C     | 26 agosto 1991    | Guaguas            |
| 21 | Luciano Palonsky  | S     | 8 luglio 1999     | Barkom-Kažany      |
| 22 | Nicolás Zerba     | C     | 13 giugno 1999    | Stal Nysa          |

## Brasile
| N° | Nome                | Ruolo | Data di nascita  | Squadra            |
| -- | ------------------- | ----- | ---------------- | ------------------ |
| -  | Bernardo de Rezende | All   | 25 agosto 1959   | Rio de Janeiro     |
| 1  | Bruno de Rezende    | P     | 2 luglio 1986    | Modena             |
| 2  | Lukas Bergmann      | S     | 25 marzo 2004    | Sesi               |
| 5  | Matheus Silva       | P     | 1º aprile 1997   | Amigos do Vôlei    |
| 6  | Adriano Cavalcante  | S     | 6 febbraio 2002  | BVC                |
| 8  | Henrique Honorato   | S     | 18 marzo 1997    | Norte Catarinense  |
| 9  | Yoandy Leal         | S     | 31 agosto 1988   | You Energy         |
| 12 | Isac Santos         | C     | 13 dicembre 1990 | Minas              |
| 14 | Fernando Kreling    | P     | 13 gennaio 1996  | Milano             |
| 16 | Lucas Saatkamp      | C     | 6 marzo 1986     | Sada               |
| 17 | Thales Hoss         | L     | 27 aprile 1989   | LKPS               |
| 18 | Ricardo Lucarelli   | S     | 14 febbraio 1992 | You Energy         |
| 19 | Maurício Silva      | S     | 4 febbraio 1989  | BVC                |
| 20 | Arthur Bento        | S     | 8 giugno 2004    | Minas              |
| 21 | Alan de Souza       | O     | 21 marzo 1994    | AZS Olsztyn        |
| 23 | Flávio Gualberto    | C     | 22 aprile 1993   | Sir Safety Perugia |
| 28 | Darlan de Souza     | O     | 24 giugno 2002   | Sesi               |
| 30 | Judson da Cunha     | C     | 5 dicembre 1998  | Suzano             |

## Bulgaria
| N° | Nome                 | Ruolo | Data di nascita   | Squadra               |
| -- | -------------------- | ----- | ----------------- | --------------------- |
| -  | Gianlorenzo Blengini | All   | 29 dicembre 1971  | -                     |
| 1  | Simeon Nikolov       | P     | 24 novembre 2006  | Levski Sofia          |
| 3  | Nikolaj Kolev        | C     | 26 dicembre 1997  | Narbonne              |
| 6  | Georgi Petrov        | S     | 18 agosto 1999    | Neftohimik            |
| 8  | Asparuh Asparuhov    | S     | 28 luglio 2000    | Kuzbass               |
| 9  | Vladimir Garkov      | S     | 2 ottobre 2003    | Levski Sofia          |
| 10 | Denis Karjagin       | S     | 28 settembre 2002 | Lokomotiv Novosibirsk |
| 11 | Aleks Grozdanov      | C     | 28 marzo 1998     | Verona                |
| 12 | Georgi Tatarov       | S     | 10 maggio 2003    | Narbonne              |
| 13 | Dimităr Dimitrov     | O     | 12 novembre 2000  | Montpellier           |
| 14 | Martin Bozhilov      | L     | 11 aprile 1988    | CSKA Sofia            |
| 16 | Svetoslav Stankov    | P     | 6 agosto 1996     | Neftohimik            |
| 17 | Samuil Valchinov     | S     | 21 dicembre 2001  | Montana               |
| 18 | Venislav Antov       | O     | 6 aprile 2004     | Levski Sofia          |
| 19 | Nikolaj Kărtev       | C     | 20 settembre 1995 | Arkas                 |
| 21 | Simeon Dobrev        | L     | 15 aprile 2001    | Neftohimik            |
| 22 | Damjan Kolev         | L     | 11 gennaio 2001   | Levski Sofia          |
| 24 | Ilija Petkov         | C     | 10 ottobre 1996   | Skra Bełchatów        |
| 25 | Ljuboslav Telkijski  | P     | 24 agosto 2001    | Beroe                 |
| 27 | Boris Načev          | C     | 22 aprile 2004    | Černo More            |
| 29 | Denislav Bardarov    | S     | 5 marzo 2003      | İBB                   |

## Canada
| N° | Nome              | Ruolo | Data di nascita  | Squadra          |
| -- | ----------------- | ----- | ---------------- | ---------------- |
| -  | Tuomas Sammelvuo  | All   | 16 febbraio 1976 | ZAKSA            |
| 1  | Pearson Eshenko   | C     | 16 ottobre 1997  | Benfica          |
| 2  | Luke Herr         | P     | 18 luglio 1994   | Milōn            |
| 4  | Nicholas Hoag     | S     | 19 agosto 1992   | Arkas            |
| 5  | Brodie Hofer      | S     | 27 aprile 2000   | Czarni Radom     |
| 6  | Danny Demyanenko  | C     | 13 luglio 1994   | Montpellier      |
| 7  | Stephen Maar      | S     | 6 dicembre 1994  | Milano           |
| 8  | Brett Walsh       | P     | 19 febbraio 1994 | Stade Poitevin   |
| 11 | Xander Ketrzynski | O     | 27 gennaio 2000  | Lüneburg         |
| 12 | Lucas Van Berkel  | C     | 29 novembre 1991 | Sporting Lisbona |
| 14 | Arthur Szwarc     | O     | 30 marzo 1995    | Milano           |
| 16 | Jordan Schnitzer  | C     | 28 luglio 1999   | Saint-Nazaire    |
| 17 | Ryley Barnes      | S     | 11 ottobre 1993  | Tourcoing        |
| 18 | Justin Lui        | L     | 8 maggio 2000    | Korson Veto      |
| 33 | Fynnian McCarthy  | C     | 4 dicembre 1999  | Lvi Praha        |
| 80 | Eric Loeppky      | S     | 1º agosto 1998   | Milano           |
| 97 | Landon Currie     | L     | 16 ottobre 1999  | Maaseik          |

## Cuba
| N° | Nome               | Ruolo | Data di nascita  | Squadra            |
| -- | ------------------ | ----- | ---------------- | ------------------ |
| -  | Jesús Cruz         | All   | -                | -                  |
| 1  | José Massó         | C     | 2 dicembre 1997  | Friedrichshafen    |
| 2  | Osniel Melgarejo   | S     | 18 dicembre 1997 | Powervolley Milano |
| 4  | Michael Sánchez    | O     | 5 giugno 1986    | Minas              |
| 5  | Javier Concepción  | C     | 27 dicembre 1997 | Stade Poitevin     |
| 6  | Christian Thondike | P     | 28 maggio 2001   | Cizre              |
| 7  | Yonder García      | L     | 26 febbraio 1993 | Al-Ahly            |
| 11 | Liván Taboada      | P     | 4 ottobre 1998   | SCM Zalău          |
| 13 | Robertlandy Simón  | C     | 11 giugno 1987   | You Energy         |
| 15 | Bryan Camino       | S     | 23 febbraio 2003 | Aich/Dob           |
| 17 | Roamy Alonso       | C     | 24 luglio 1997   | You Energy         |
| 18 | Miguel Ángel López | S     | 25 marzo 1997    | Al-Rayyan          |
| 23 | Marlon Yant        | S     | 23 maggio 2001   | Lube               |
| 24 | Alain Gourguet     | L     | 28 dicembre 1993 | Santiago de Cuba   |
| 31 | Carlos Charles     | O     | 4 ottobre 2000   | Ala Nun'Álvares    |

## Francia
| N° | Nome                  | Ruolo | Data di nascita  | Squadra               |
| -- | --------------------- | ----- | ---------------- | --------------------- |
| -  | Andrea Giani          | All   | 22 aprile 1970   | -                     |
| 1  | Barthélémy Chinenyeze | C     | 28 febbraio 1998 | Lube                  |
| 2  | Jenia Grebennikov     | L     | 13 agosto 1990   | Zenit San Pietroburgo |
| 4  | Jean Patry            | O     | 27 dicembre 1996 | Jastrzębski Węgiel    |
| 6  | Benjamin Toniutti     | P     | 30 ottobre 1989  | Jastrzębski Węgiel    |
| 7  | Kévin Tillie          | S     | 2 novembre 1990  | Projekt Warszawa      |
| 9  | Earvin N'Gapeth       | S     | 12 febbraio 1991 | Halkbank              |
| 11 | Antoine Brizard       | P     | 22 maggio 1994   | You Energy            |
| 14 | Nicolas Le Goff       | C     | 15 febbraio 1992 | Montpellier           |
| 16 | Daryl Bultor          | C     | 17 novembre 1995 | ASI                   |
| 17 | Trévor Clévenot       | S     | 28 giugno 1994   | Warta Zawiercie       |
| 19 | Yacine Louati         | S     | 4 marzo 1992     | Asseco Resovia        |
| 20 | Benjamin Diez         | L     | 4 aprile 1998    | Skra Bełchatów        |
| 21 | Théo Faure            | O     | 12 ottobre 1999  | Cisterna              |
| 23 | Timothée Carle        | S     | 30 novembre 1995 | Charlottenburg        |
| 25 | Quentin Jouffroy      | C     | 7 maggio 1993    | Plessis-Robinson      |
| 31 | Joris Seddik          | C     | 4 gennaio 2006   | Montpellier           |

## Germania
| N° | Nome             | Ruolo | Data di nascita   | Squadra           |
| -- | ---------------- | ----- | ----------------- | ----------------- |
| -  | Michał Winiarski | All   | 28 settembre 1983 | Warta Zawiercie   |
| 1  | Christian Fromm  | S     | 15 agosto 1990    | Rapid Bucarest    |
| 2  | Leonard Graven   | L     | 22 aprile 2004    | Herrsching        |
| 3  | Denys Kaliberda  | S     | 24 giugno 1990    | Baniyas           |
| 5  | Moritz Reichert  | S     | 15 marzo 1995     | Montpellier       |
| 6  | Johannes Tille   | P     | 7 maggio 1997     | Charlottenburg    |
| 7  | Joscha Kunstmann | C     | 20 luglio 2003    | Lüneburg          |
| 8  | Filip John       | O     | 1º agosto 2001    | Herrsching        |
| 9  | György Grozer    | O     | 27 novembre 1984  | Arkas             |
| 10 | Julian Zenger    | L     | 26 agosto 1997    | Padova            |
| 11 | Lukas Kampa      | P     | 29 novembre 1986  | Trefl Gdańsk      |
| 12 | Anton Brehme     | C     | 10 agosto 1999    | Modena            |
| 13 | Ruben Schott     | S     | 8 luglio 1994     | Charlottenburg    |
| 14 | Moritz Karlitzek | S     | 12 agosto 1996    | AZS Olsztyn       |
| 16 | Tim Peter        | S     | 8 settembre 1997  | Friedrichshafen   |
| 17 | Jan Zimmermann   | P     | 12 febbraio 1993  | Galatasaray       |
| 18 | Florian Krage    | C     | 11 gennaio 1997   | Spacer's Toulouse |
| 21 | Tobias Krick     | C     | 22 ottobre 1998   | Charlottenburg    |
| 22 | Tobias Brand     | S     | 9 luglio 1998     | LKPS              |
| 23 | Yannick Goralik  | C     | 23 ottobre 1997   | Avoc Achel        |
| 24 | Eric Burggräf    | P     | 3 marzo 1999      | Herrsching        |
| 25 | Lukas Maase      | C     | 28 agosto 1998    | Paris             |
| 31 | Yann Böhme       | O     | 2 agosto 1997     | Lüneburg          |

## Giappone
| N° | Nome               | Ruolo | Data di nascita   | Squadra            |
| -- | ------------------ | ----- | ----------------- | ------------------ |
| -  | Philippe Blain     | All   | 20 maggio 1960    | -                  |
| 1  | Yūji Nishida       | O     | 30 gennaio 2000   | Panasonic Panthers |
| 2  | Taishi Onodera     | C     | 27 febbraio 1996  | Suntory Sunbirds   |
| 3  | Akihiro Fukatsu    | P     | 23 luglio 1987    | Tokyo Great Bears  |
| 4  | Kento Miyaura      | O     | 22 febbraio 1999  | Paris              |
| 5  | Tatsunori Ōtsuka   | S     | 5 novembre 2000   | Panasonic Panthers |
| 6  | Akihiro Yamauchi   | C     | 30 novembre 1993  | Panasonic Panthers |
| 7  | Kenta Takanashi    | S     | 25 marzo 1997     | WolfDogs Nagoya    |
| 8  | Masahiro Sekita    | P     | 20 novembre 1993  | JTEKT Stings       |
| 9  | Masaki Oya         | P     | 23 aprile 1995    | Suntory Sunbirds   |
| 10 | Kentarō Takahashi  | C     | 8 febbraio 1995   | Toray Arrows       |
| 11 | Shoma Tomita       | S     | 20 giugno 1997    | Toray Arrows       |
| 12 | Ran Takahashi      | S     | 2 settembre 2001  | Milano             |
| 13 | Tomohiro Ogawa     | L     | 4 luglio 1996     | WolfDogs Nagoya    |
| 14 | Yūki Ishikawa      | S     | 11 dicembre 1995  | Powervolley Milano |
| 15 | Masato Kai         | S     | 25 settembre 2003 | Paris              |
| 20 | Tomohiro Yamamoto  | L     | 5 novembre 1994   | Panasonic Panthers |
| 23 | Larry Ebadedan-Dan | C     | 18 agosto 2000    | Panasonic Panthers |

## Iran
| N° | Nome                    | Ruolo | Data di nascita  | Squadra               |
| -- | ----------------------- | ----- | ---------------- | --------------------- |
| -  | Peyman Akbari           | All   | 10 ottobre 1977  | Paykan                |
| 1  | Mahdi Jelveh            | C     | 21 maggio 2001   | Fenerbahçe            |
| 2  | Milad Ebadipour         | S     | 17 ottobre 1993  | Ural                  |
| 7  | Alireza Farahani        | C     | 8 novembre 1998  | Paykan                |
| 8  | Mohammad Hazratpour     | L     | 31 marzo 1999    | Shahdab Yazd          |
| 9  | Poriya Khanzadeh        | S     | 1º luglio 2004   | Foolad Sirjan Iranian |
| 10 | Amin Esmaeilnezhad      | O     | 17 dicembre 1996 | Verona                |
| 12 | Amirhossein Esfandiar   | S     | 24 gennaio 1999  | Tianjin               |
| 14 | Javad Karimisouchelmaei | P     | 1º marzo 1998    | Arcada Galați         |
| 17 | Meisam Salehi           | S     | 17 novembre 1998 | Shahdab Yazd          |
| 18 | Mohammad Vadi           | P     | 10 ottobre 1989  | Foolad Sirjan Iranian |
| 21 | Arman Salehi            | L     | 29 ottobre 1992  | Urmia                 |
| 26 | Mohammad Barbast        | O     | 14 febbraio 2002 | Dinamo Bucarest       |
| 27 | Mohammad Valizadeh      | C     | 31 maggio 2001   | Shahdab Yazd          |
| 30 | Mobin Nasri             | S     | 7 gennaio 2003   | Paykan                |
| 33 | Seyed Sadati            | S     | 19 giugno 2003   | Giti Pasand           |
| 49 | Morteza Sharifi         | S     | 27 maggio 1999   | Spor Toto             |
| 55 | Arshia Behnezhad        | P     | 4 agosto 2003    | Urmia                 |

## Italia
| N° | Nome                   | Ruolo | Data di nascita   | Squadra            |
| -- | ---------------------- | ----- | ----------------- | ------------------ |
| -  | Ferdinando De Giorgi   | All   | 10 ottobre 1961   | -                  |
| 2  | Paolo Porro            | P     | 27 ottobre 2001   | Powervolley Milano |
| 3  | Francesco Recine       | S     | 7 febbraio 1999   | You Energy         |
| 5  | Alessandro Michieletto | S     | 5 dicembre 2001   | Trentino           |
| 6  | Simone Giannelli       | P     | 9 agosto 1996     | Sir Safety Perugia |
| 7  | Fabio Balaso           | L     | 20 ottobre 1995   | Lube               |
| 8  | Riccardo Sbertoli      | P     | 23 maggio 1998    | Trentino           |
| 9  | Marco Falaschi         | P     | 18 settembre 1987 | Padova             |
| 11 | Giovanni Sanguinetti   | C     | 14 aprile 2000    | Modena             |
| 12 | Mattia Bottolo         | S     | 3 gennaio 2000    | Lube               |
| 13 | Lorenzo Cortesia       | C     | 26 settembre 1999 | Verona             |
| 14 | Gianluca Galassi       | C     | 24 luglio 1997    | Milano             |
| 15 | Daniele Lavia          | S     | 4 novembre 1999   | Trentino           |
| 16 | Yuri Romanò            | O     | 26 luglio 1997    | You Energy         |
| 17 | Simone Anzani          | C     | 24 febbraio 1992  | Lube               |
| 18 | Fabrizio Gironi        | O     | 18 marzo 2000     | You Energy         |
| 19 | Roberto Russo          | C     | 23 febbraio 1997  | Sir Safety Perugia |
| 20 | Tommaso Rinaldi        | S     | 9 novembre 2001   | Modena             |
| 21 | Davide Gardini         | C     | 11 febbraio 1999  | You Energy         |
| 22 | Marco Gaggini          | L     | 7 aprile 2002     | Milano             |
| 23 | Alessandro Bovolenta   | O     | 27 maggio 2004    | Porto Robur Costa  |
| 27 | Edoardo Caneschi       | C     | 26 gennaio 1997   | You Energy         |
| 28 | Gabriele Laurenzano    | L     | 12 giugno 2003    | Trentino           |
| 30 | Leandro Mosca          | C     | 5 settembre 2000  | Verona             |
| 31 | Luca Porro             | S     | 9 maggio 2004     | Padova             |

## Paesi Bassi
| N° | Nome                 | Ruolo | Data di nascita   | Squadra            |
| -- | -------------------- | ----- | ----------------- | ------------------ |
| -  | Roberto Piazza       | All   | 29 gennaio 1968   | Powervolley Milano |
| 2  | Wessel Keemink       | P     | 29 maggio 1993    | Karlovarsko        |
| 3  | Maarten van Garderen | S     | 24 gennaio 1990   | PAOK               |
| 4  | Thijs ter Horst      | S     | 18 settembre 1991 | KEPCO Vixtorm      |
| 5  | Luuc van der Ent     | C     | 27 luglio 1998    | Dürener            |
| 6  | Sil Meijs            | P     | 13 marzo 2002     | Limax              |
| 7  | Gijs Jorna           | S     | 30 maggio 1989    | Epicentr-Podoljany |
| 8  | Fabian Plak          | C     | 23 luglio 1997    | Padova             |
| 10 | Tom Koops            | S     | 10 dicembre 2000  | Orion              |
| 11 | Jeffrey Klok         | L     | 29 ottobre 1998   | Lycurgus           |
| 14 | Nimir Abdel-Aziz     | O     | 5 febbraio 1992   | Halkbank           |
| 16 | Wouter ter Maat      | O     | 7 maggio 1991     | Ziraat Bankası     |
| 17 | Michaël Parkinson    | C     | 23 novembre 1991  | Tours              |
| 18 | Robbert Andringa     | S     | 28 aprile 1990    | You Energy         |
| 19 | Freek de Weijer      | P     | 30 ottobre 1995   | Dynamo Apeldoorn   |
| 20 | Yannick Bak          | S     | 30 novembre 2001  | Dynamo Apeldoorn   |
| 22 | Twan Wiltenburg      | C     | 20 gennaio 1997   | ZAKSA              |
| 24 | Michiel Ahyi         | O     | 28 luglio 1998    | Giesen             |

## Polonia
| N° | Nome               | Ruolo | Data di nascita   | Squadra            |
| -- | ------------------ | ----- | ----------------- | ------------------ |
| -  | Nikola Grbić       | All   | 6 settembre 1973  | -                  |
| 3  | Jakub Popiwczak    | L     | 17 aprile 1996    | Jastrzębski Węgiel |
| 4  | Marcin Komenda     | P     | 24 maggio 1996    | LKPS               |
| 5  | Łukasz Kaczmarek   | O     | 26 settembre 1994 | ZAKSA              |
| 6  | Bartosz Kurek      | O     | 29 agosto 1988    | WolfDogs Nagoya    |
| 7  | Karol Kłos         | C     | 8 agosto 1989     | Asseco Resovia     |
| 9  | Wilfredo León      | S     | 31 luglio 1993    | Sir Safety Perugia |
| 10 | Bartosz Bednorz    | S     | 25 luglio 1994    | ZAKSA              |
| 11 | Aleksander Śliwka  | S     | 24 maggio 1995    | ZAKSA              |
| 12 | Grzegorz Łomacz    | P     | 1º ottobre 1987   | Skra Bełchatów     |
| 14 | Jakub Hawryluk     | L     | 8 settembre 2003  | AZS Olsztyn        |
| 15 | Jakub Kochanowski  | C     | 17 luglio 1997    | Asseco Resovia     |
| 16 | Kamil Semeniuk     | S     | 16 luglio 1996    | Sir Safety Perugia |
| 17 | Paweł Zatorski     | L     | 21 giugno 1990    | Asseco Resovia     |
| 19 | Marcin Janusz      | P     | 31 luglio 1994    | ZAKSA              |
| 20 | Mateusz Bieniek    | C     | 5 aprile 1994     | Warta Zawiercie    |
| 21 | Tomasz Fornal      | S     | 31 agosto 1997    | Jastrzębski Węgiel |
| 23 | Karol Butryn       | O     | 18 giugno 1993    | Warta Zawiercie    |
| 24 | Kamil Szymura      | L     | 29 gennaio 1999   | Stal Nysa          |
| 25 | Artur Szalpuk      | S     | 20 marzo 1995     | Projekt Warszawa   |
| 30 | Bartłomiej Bołądź  | O     | 28 settembre 1994 | Projekt Warszawa   |
| 31 | Sebastian Adamczyk | C     | 28 febbraio 1999  | Katowice           |
| 34 | Szymon Jakubiszak  | C     | 13 febbraio 1998  | AZS Olsztyn        |
| 72 | Mateusz Poręba     | C     | 13 marzo 1999     | Skra Bełchatów     |
| 96 | Jan Firlej         | P     | 26 settembre 1996 | Projekt Warszawa   |
| 99 | Norbert Huber      | C     | 14 agosto 1998    | Jastrzębski Węgiel |

## Serbia
| N° | Nome                    | Ruolo | Data di nascita  | Squadra              |
| -- | ----------------------- | ----- | ---------------- | -------------------- |
| -  | Igor Kolaković          | All   | 6 aprile 1965    | -                    |
| 2  | Uroš Kovačević          | S     | 6 maggio 1993    | Ural                 |
| 3  | Milorad Kapur           | L     | 5 marzo 1991     | Paris                |
| 6  | Vukašin Ristić          | L     | 24 ottobre 2003  | Stella Rossa         |
| 7  | Petar Krsmanović        | C     | 1º giugno 1990   | Gazprom-Jugra        |
| 8  | Marko Ivović            | S     | 22 dicembre 1990 | Dinamo-LO            |
| 9  | Nikola Jovović          | P     | 13 febbraio 1992 | Verona               |
| 10 | Miran Kujundžić         | S     | 19 giugno 1997   | Galatasaray          |
| 12 | Pavle Perić             | S     | 7 agosto 1998    | Cisterna             |
| 14 | Aleksandar Atanasijević | O     | 4 settembre 1991 | Shanghai             |
| 15 | Nemanja Mašulović       | C     | 5 ottobre 1995   | Saturnia Acicastello |
| 16 | Dražen Luburić          | O     | 2 novembre 1993  | Fenerbahçe           |
| 18 | Marko Podraščanin       | C     | 29 agosto 1987   | Trentino             |
| 21 | Vuk Todorović           | P     | 23 aprile 1998   | Czarni Radom         |
| 29 | Aleksandar Nedeljković  | C     | 27 ottobre 1997  | Cisterna             |

## Slovenia
| N° | Nome           | Ruolo | Data di nascita   | Squadra            |
| -- | -------------- | ----- | ----------------- | ------------------ |
| -  | Gheorghe Crețu | All   | 8 agosto 1968     | -                  |
| 1  | Tonček Štern   | O     | 14 novembre 1995  | Olympiakos         |
| 2  | Alen Pajenk    | C     | 23 aprile 1986    | Olympiakos         |
| 3  | Uroš Planinšič | P     | 9 maggio 1998     | Kamnik             |
| 4  | Jan Kozamernik | C     | 24 dicembre 1995  | Trentino           |
| 6  | Urban Toman    | L     | 21 ottobre 1997   | Arcada Galați      |
| 7  | Luka Marovt    | S     | 13 gennaio 2005   | ACH Volley         |
| 8  | Rok Bračko     | S     | 21 aprile 2004    | Maribor            |
| 9  | Dejan Vinčić   | P     | 15 settembre 1986 | Rapid Bucarest     |
| 10 | Sašo Štalekar  | C     | 3 maggio 1996     | Charlottenburg     |
| 13 | Jani Kovačič   | L     | 14 giugno 1992    | ACH Volley         |
| 14 | Žiga Štern     | S     | 2 gennaio 1994    | Ślepsk Suwałki     |
| 16 | Gregor Ropret  | P     | 1º marzo 1989     | Sir Safety Perugia |
| 17 | Tine Urnaut    | S     | 3 settembre 1988  | JTEKT Stings       |
| 18 | Klemen Čebulj  | S     | 21 febbraio 1992  | Asseco Resovia     |
| 19 | Rok Možič      | S     | 17 gennaio 2002   | Verona             |
| 20 | Nik Mujanović  | O     | 14 ottobre 2004   | Milano             |
| 22 | Janž Kržič     | C     | 26 giugno 2003    | Maribor            |

## Stati Uniti
| N° | Nome               | Ruolo | Data di nascita   | Squadra               |
| -- | ------------------ | ----- | ----------------- | --------------------- |
| -  | John Speraw        | All   | 18 ottobre 1971   | UC Los Angeles        |
| 1  | Matthew Anderson   | S     | 18 aprile 1987    | Ziraat Bankası        |
| 2  | Aaron Russell      | S     | 4 giugno 1993     | JT Thunders Hiroshima |
| 3  | Gabriel García     | O     | 8 gennaio 1999    | Padova                |
| 4  | Jeffrey Jendryk    | C     | 15 settembre 1995 | Prisma Taranto        |
| 5  | Kyle Ensing        | O     | 6 marzo 1997      | Saint-Nazaire         |
| 6  | Quinn Isaacson     | P     | 19 febbraio 1999  | Saint-Nazaire         |
| 8  | Torey DeFalco      | S     | 10 aprile 1997    | Asseco Resovia        |
| 9  | Jake Hanes         | O     | 3 maggio 1998     | Cuprum Lubin          |
| 10 | Kyle Dagostino     | L     | 18 maggio 1995    | Narbonne              |
| 11 | Micah Christenson  | P     | 8 maggio 1993     | Zenit-Kazan           |
| 12 | Maxwell Holt       | C     | 12 marzo 1987     | Beijing               |
| 13 | Patrick Gasman     | C     | 2 gennaio 1997    | Chaumont              |
| 14 | Micah Maʻa         | P     | 16 aprile 1997    | Halkbank              |
| 16 | Joshua Tuaniga     | P     | 18 marzo 1997     | AZS Olsztyn           |
| 17 | Thomas Jaeschke    | S     | 4 settembre 1993  | Panasonic Panthers    |
| 18 | Garrett Muagututia | S     | 26 febbraio 1988  | Al-Ahly               |
| 19 | Taylor Averill     | C     | 5 marzo 1992      | Projekt Warszawa      |
| 20 | David Smith        | C     | 15 maggio 1985    | ZAKSA                 |
| 21 | Mason Briggs       | L     | 21 gennaio 2001   | CSU Long Beach        |
| 22 | Erik Shoji         | L     | 24 agosto 1989    | ZAKSA                 |
| 23 | Cody Kessel        | S     | 3 dicembre 1991   | Charlottenburg        |
| 24 | Brett Wildman      | S     | 6 marzo 2000      | Steaua Bucarest       |
| 25 | Ethan Champlin     | S     | 29 novembre 2001  | UC Los Angeles        |
| 26 | Matthew Knigge     | C     | 2 giugno 1996     | Lüneburg              |
| 27 | Michael Marshman   | C     | 27 luglio 1994    | Chaumont              |
| 29 | Jordan Ewert       | S     | 18 marzo 1997     | Saint-Nazaire         |
| 30 | Daniel Wetter      | C     | 11 febbraio 1999  | Paris                 |

## Turchia
| N° | Nome                | Ruolo | Data di nascita   | Squadra        |
| -- | ------------------- | ----- | ----------------- | -------------- |
| -  | Cédric Énard        | All   | 20 marzo 1976     | Stade Poitevin |
| 1  | Kaan Gürbüz         | O     | 16 agosto 2001    | Fenerbahçe     |
| 5  | Marko Matić         | C     | 22 maggio 1995    | Halkbank       |
| 6  | Arda Bostan         | P     | 13 gennaio 2002   | Akkuş          |
| 7  | Emre Savaş          | C     | 7 marzo 1995      | Fenerbahçe     |
| 8  | Burutay Subaşı      | S     | 15 luglio 1990    | Arkas          |
| 9  | Efe Mandıracı       | S     | 1º aprile 2002    | Arkas          |
| 10 | Arslan Ekşi         | P     | 17 luglio 1985    | Ziraat Bankası |
| 12 | Adis Lagumdžija     | O     | 29 marzo 1999     | Lube           |
| 14 | Faik Güneş          | C     | 27 maggio 1993    | Ziraat Bankası |
| 15 | Mirza Lagumdžija    | S     | 18 maggio 2001    | Arkas          |
| 17 | Murat Yenipazar     | P     | 23 settembre 1993 | Fenerbahçe     |
| 20 | Efe Bayram          | S     | 1º marzo 2002     | Cisterna       |
| 30 | Yasin Aydın         | S     | 11 luglio 1995    | Develi         |
| 40 | Yiğit Aslan         | S     | 28 maggio 2005    | Hatay BB       |
| 53 | Volkan Döne         | L     | 19 febbraio 1987  | Halkbank       |
| 77 | Bedirhan Bülbül     | C     | 29 luglio 1999    | Ziraat Bankası |
| 80 | Beytullah Hatipoğlu | L     | 24 febbraio 1992  | Galatasaray    |